# ANNAのHAPPY-GO-LUCKY
『ANNAのHAPPY-GO-LUCKY』は、2002年4月1日から2006年3月31日までエフエム東京（TOKYO FM）で毎週月曜日から金曜日の11:30 - 13:00に有楽町メディアギャラリーから公開生放送されていたラジオ番組。
パーソナリティーはANNA。なお「ホリデースペシャル」があった場合は放送休止となる。

## タイムテーブル
- 11:30 DHC Starting UP!
- 11:42 ジャパネットたかたラジオショッピング
- 11:55 FLOWERS〜TOKYO UPDATE
- 11:57 交通情報
- 12:10 HAPPY CHOICE from 日本橋越後屋スタジオ（提供：三井不動産）
- 12:33 ぐるなび ハッピー・デリバリー